# Myxobolus acanthogobii
Myxobolus acanthogobii is een microscopische parasiet uit de familie Myxobolidae. Myxobolus acanthogobii werd in 1952 beschreven door Hoshina. 